# Kenneth Taylor (politicus)
Kenneth Helena Frans Taylor (Dendermonde, 2 april 1981) is een Belgisch liberaal politicus en televisie- en filmregisseur. Hij is sinds 1 maart 2010 burgemeester van Wichelen voor de lokale politieke partij SAMEN.

## Politieke carrière
Kenneth Taylor is de zoon van John Taylor die van 1982 tot bij zijn overlijden in 2004 in Wichelen burgemeester was. Johns vader was een Engels soldaat die na de bevrijding van België hier is blijven wonen.
Op 13 juni 2004 was Kenneth Taylor kandidaat bij de Vlaamse verkiezingen en op 10 juni 2007 op de Kamerlijst van Open Vld.
In 2006, twee jaar na het overlijden van John Taylor, kwam hij op in de gemeenteraadsverkiezingen. Hij haalde het meeste voorkeurstemmen. Van 2007 tot 2010 was hij eerste schepen. In 2010 volgde hij Werner Van Der Eecken op als burgemeester, die om gezondheidsredenen een stap opzij zette. In 2012 en 2018 werd Taylor herverkozen op de lijst SAMEN.
Sinds 2013 is Taylor voorzitter van de intercommunale DDS.
In 2018 kwam Taylor ook op in de provincieraadsverkiezingen, waar hij vanop de 2e plaats op de Open Vld-Lijst verkozen werd in het district Dendermonde-Sint-Niklaas. Hij werd fractieleider voor de liberalen.
Bij de Vlaamse verkiezingen 2019 stond Taylor op de 4e plaats van Open Vld, een "verkiesbare plaats". Open Vld verloor echter een zetel en Taylor raakte niet verkozen.

## Regisseur
Taylors kortfilm Ureca was in 2005 winnaar van de ace-competitie voor Vlaamse Studentenkortfilms op het Filmfestival van Vlaanderen-Gent.
Hij studeerde af als regisseur aan het Brusselse Rits en begon na zijn opleiding bij Woestijnvis. Hij regisseerde enkele afleveringen van Neveneffecten, een rubriek met Martin Heylen bij De laatste show, Man bijt hond en Willy's en Marjetten.
Samen met acteur Johan Heldenbergh, die de acteursregie voor zich nam, regisseerde hij in 2010 de film Schellebelle 1919 over de geschiedenis van een aantal oorlogsweeskinderen tijdens het interbellum in Schellebelle. De film, gemaakt met vrijwilligers in de gemeente, werd omschreven als een waterzooiwestern.
Van 2018 tot in 2021 was hij voorzitter van het Vlaams Audiovisueel Fonds.